# Khūbestān (ort i Iran)
Khūbestān (persiska: خوبستان) är en ort i Iran.   Den ligger i provinsen Östazarbaijan, i den nordvästra delen av landet, 400 km nordväst om huvudstaden Teheran. Khūbestān ligger 1 769 meter över havet och antalet invånare är 591.
Terrängen runt Khūbestān är huvudsakligen kuperad, men norrut är den bergig. Runt Khūbestān är det ganska glesbefolkat, med 40 invånare per kvadratkilometer. Närmaste större samhälle är Tark, 14,3 km väster om Khūbestān. Trakten runt Khūbestān består i huvudsak av gräsmarker.